# Adi Holzer
Adi Holzer (født 21. april 1936 i Stockerau nær Wien i Niederösterreich) er en østrigsk maler, illustrator, grafiker, glaskunstner og billedkunstner. Han arbejder skiftevis i sine atelierer i Værløse i Danmark og Winklern i Østrig. I Østrig er han medlem af Kunstverein Kärnten (kunstforening). Hans hustru Kirsten Inger Holzer arbejdede i over 30 år som børnelæge i København. Hun har altid interesseret sig for glas og farver. I 2008 begyndte hun derfor at arbejde i Glasværkstederne Stift Schlierbach, Østrig. Gennem mange år har Kirsten Inger Holzer sammen med sin mand været meget engageret i rumænske børn og deres trivsel.[kilde mangler]

## Separatudstillinger af Adi Holzer
Mere end 400 separatudstillinger i Europa, USA og Australien:
- 1958 Kupferstichkabinett der Akademie der Bildenden Künste, Wien, Østrig
- 1970 Internationale Biennale af Prints, Tokio und Internationale Biennale, Kyoto, Japan
- 1977 "Homage a Salzburg" Galerie Academia, Salzburg, Østrig
- 1977 Galerie Hilger "Wash Art" Washington, USA
- 1984 Galerie Carinthia:ART-Basel und Art-Fair London England
- 1984 Universitätsmuseum Marburg, Tyskland
- 1985, 1986 Grafische Sammlung Albertina, Wien, Østrig
- 1986 Galleri Gammelstrand, Kopenhagen, Danmark
- 1990, 1992 Mönchehaus Museum für Moderne Kunst, Goslar, Tyskland
- 1991 Gulbenkian Foundation, Lissabon, Portugal
- 1991 Galleri Gula Huset, Höganäs, Sverige
- 1992 Installation "Babylon Utopia", Ny Carlsberg Glyptoteket, Kopenhagen, Danmark
- 1992 Fiac Saga, Grand Palais, Paris, Frankreich durch Galerie Weihergut, Salzburg, Østrig
- 1995 Gallerie Shambala, Kopenhagen, Dänemark
- 1995, 1996 Art Multiple, Düsseldorf, Tyskland
- 2000 Museum for Foreign Art, Riga, Letland
- 2000 100 Jahre Kunst aus Österreich, Bundeskunsthalle, Bonn, Tyskland
- 2004 Foundation Triade Timisoara, Rumænien
- 2006 Flatfile Galleries Chicago, USA
- 2006 Museum fûr Moderne Kunst, Kärnten, Østrig
- 2007 Gallerie Grønlund, Kopenhagen, Danmark
- 2008 The Field Museum, Chicago, USA
- 2010 Berengo Collection, Venedig, Italien
- 2011 Kunstmuseum Frederikshavn, Danmark
- 2011 Galerie Weihergut, Salzburg, Østrig
- 2013 Galleri Helco, Hadsund, Danmark

## Udsmykninger i det offentlige rum i Danmark
- Anna Kirke, København: alter.[1]
- Bagsværd, ved København: Bagsværd Kirke billede i trappeopgang.
- Baunekirken Tjørring ved Herning Baunekirken på TV:http://baunekirken.dk/page/3529/baunekirken-p%C3%A5-tv Arkiveret 24. august 2016 hos  Wayback Machine I denne udsendelse fra d. 23. februar 2015 fortæller menighedsrådsformand Tove Saka og menighedsrådsmedlem Esbjørn Nørgård om Baunekirkens historie, den nye kunstudsmykning af Adi Holzer og giver en rundvisning i hele kirken
- Ergoterapeutskolen, København.
- Færchhuset, Holstebro. Maleri
- Faurholt Kirke ved Ikast.[2]
- Feldborg Kirke.[3][4]
- Femø Drachenbank.
- Fredriksberg, Diakonissestiftelsen: glasmosaik.
- Gildhøjhjemmet, Brøndbyvester: glasmaleri.
- Hadsund, Kirke Hadsund: 1 messehagel (udført af Inge Lise Bau).
- Hareskovby ved København: Hareskov kirke: messehagel (udført af Inge Lise Bau).
- Hasseris Kirke[5] Litteratur: Jens Hvas, Kristian Jensen: Hasseris Kirke. Hasseris Menighedsråd, Aalborg 1995 (dansk). Den nye alterudsmykning. Hasseris kirke. dgl. 1996 (dansk).
- Hem Kirke (Mariagerfjord Kommune) (v. Mariager). [6]
- Hillerødgade Skole, København.
- Højby Kirke, Højby, Sjælland. Højby Kirke (Odsherred Kommune): glasmaleri 220x110cm.
- Hospice St. Lucas, København: glasmaleri.
- Holzer har udsmykket Husum Kirke[7], København, med en række glasmalerier.[8]
- Kopenhagen, Diakonissestiftelse: glasmosaik.
- Kopenhagen, Ergoterapeutskolen, Universitetsparken: 2 vægmaleri Ikarus + Zwischen Himmel und Erde 1992.
- Lem Sydsogn Kirke ved Ringkøbing: glasmaleri, glasdøbefont.
- Palægården, Hareskovby.
- Søborgmagle Kirke, København: alter.
- Svogerslev, Sognehuset, Svogerslev Kirche: alter.[4]
- Værløse Værløse kirke: alter. rådhusvejle Værløse: 2 vægmaleri.
- Vejle, Hospice: glasmaleri.
- Vipperød Sognegård: Fløjaltertavle i kirkesalen. (2008)
- Visborg Kirke: messehagel.
- Flere udsmykninger i Tyskland og Østrig.

## Samarbejdet med Berengo Fine Arts
I 2005 påbegyndtes samarbejdet med Berengo Fine Arts, Murano/Venedig.
ca. 70 glasskulpturer er indtil nu blevet produceret i eksklusive, små oplag.

## Offentlige bygninger og samlinger
Hans billeder, grafiske arbejder, vægmalerier, mosaikker, bronzeskulpturer og glasskulpturer
findes i offentlige bygninger og samlinger, såvel i Europa som i USA,
Ægypten, Australien og Japan, som f.eks.:
- Albertina, Wien.
- National Center of Fine Art, Cairo.
- Gulbenkian Foundation, Lissabon.
- Museum f. moderne Glaskunst, København.
- Tamara Art Institute, Tokyo.
- Berengo Collection, Murano/Venedig.

## Hæderspriser
- 1959	Goldene Fügermedaille der Akademie der bildenden Künste Wien
- 1968	Intart Preis, Ljubljana
- 1969 Hugo-von-Montfort-Preis, Bregenz
- 1970	Österreichischer Grafikpreis Krems
- 1972 1. Preis des österreichischen Graphikwettbewerbes der edition etudiante
- 1973 1. Preis der 2. International d'Arte Noto, Italien
- 1976 Österreichischer Graphikpreis Krems
- 1977 XIII. Premio del Disegno Milano (Honourable Mention)
- 1978	Preis der Stadt Madrid für Malerei
- 1981	Künstler des Jahres, Kunstverein Skovhuset
- 1997	Bronzemedaille, Print Triennale Kairo
- 2003	Verdienstmedaille des Landes N.Ö.
- 1978 Preis der Stadt Madrid für Malerei
- 1979 Premio del designo, Milano
- 1981 Grafiker des Jahres, Kunstverein Skovhuset, Dänemark
- 1997 Bronzemedaille, Print Triennale Kairo
- 2003 Verdienstzeichen des Landes Niederösterreich, überreicht von Landeshauptmann Erwin Pröll.
- 2004 Kay K. Nørkjærs Mindelegat[9]
- 2016	Byen Stockeraus Gyldne Kulturhæderstegn

## Galleri
- Glasmaleriet Der Auferstanden i St.-Mariae-Jakobi-Kirche i Salzgitter-Bad (2012)
- Edens Have (2012)
- Dåbshandling (1997)

## litteratur

### litteratur dansk
- Fogtdals Kunstlexikon. Kopenhagen 1991 (dansk).
- Adi Holzer: „clown!“ hommage a charlie rivel. Verlag Ho + Storm, Bagsvaerd, Dänemark 1990, Museum f. moderne Kunst, Mönchehaus, Goslar 1991, ISBN 87-983350-2-2 (dansk + tysk).
- Weilbach: dansk kunstnerleksikon. Kopenhagen 1994–2000 (dansk).
- Adi Holzer (Collagen, Zeichnungen und Glasskulpturen) und Gertraud Patterer (Prosatext und Lyrik): Die Lienzer Kosakentragödie in Kärnten und Osttirol. Verlag Storm Tryk, Dänemark 2007, ISBN 978-87-90170-29-5. (dansk + tysk)
- Adi Holzer: Verzeichnis aller Grafiken von 2008 bis 2011 in: Tro og gøgl - Glaube und Gaukelei. Text: Erik A. Nielsen. Vorwort und Interview mit Adi Holzer von Eric Kaare. Katalog des Museet Holmen und des Frederikshavn Kunstmuseum, Løgumkloster und Frederikshavn 2011 ((dansk + tysk)).
- Arne Andreasen (Tekst og Musik), Janne Wind (Vokal), Adi Holzer (Illustrationer): Englevinger. Arkiveret 11. september 2015 hos  Wayback Machine Forlaget Poetfabrikken, Haslev 2012, ISBN 978-87-993665-2-1 (dansk)
- Adi Holzer: Tro og gøgl - Glaube und Gaukelei. Text: Erik A. Nielsen. Vorwort und Interview mit Adi Holzer von Eric Kaare. Katalog des Museet Holmen und des Frederikshavn Kunstmuseum. Nordenvind, Løgumkloster und Frederikshavn 2011. Løgumkloster und Frederikshavn 2011. Deutsches Interview: S. 40–59. (dansk + tysk)
- Arne Andreasen (Tekst og Musik), Janne Wind (Vokal), Adi Holzer (Illustrationer): Englevinger. Arkiveret 11. september 2015 hos  Wayback Machine Forlaget Poetfabrikken, Haslev 2012, ISBN 978-87-993665-2-1 (dansk)

### litteratur engelsk, svensk, tysk
litteratur engelsk, svensk, tysk